# Glas 1700

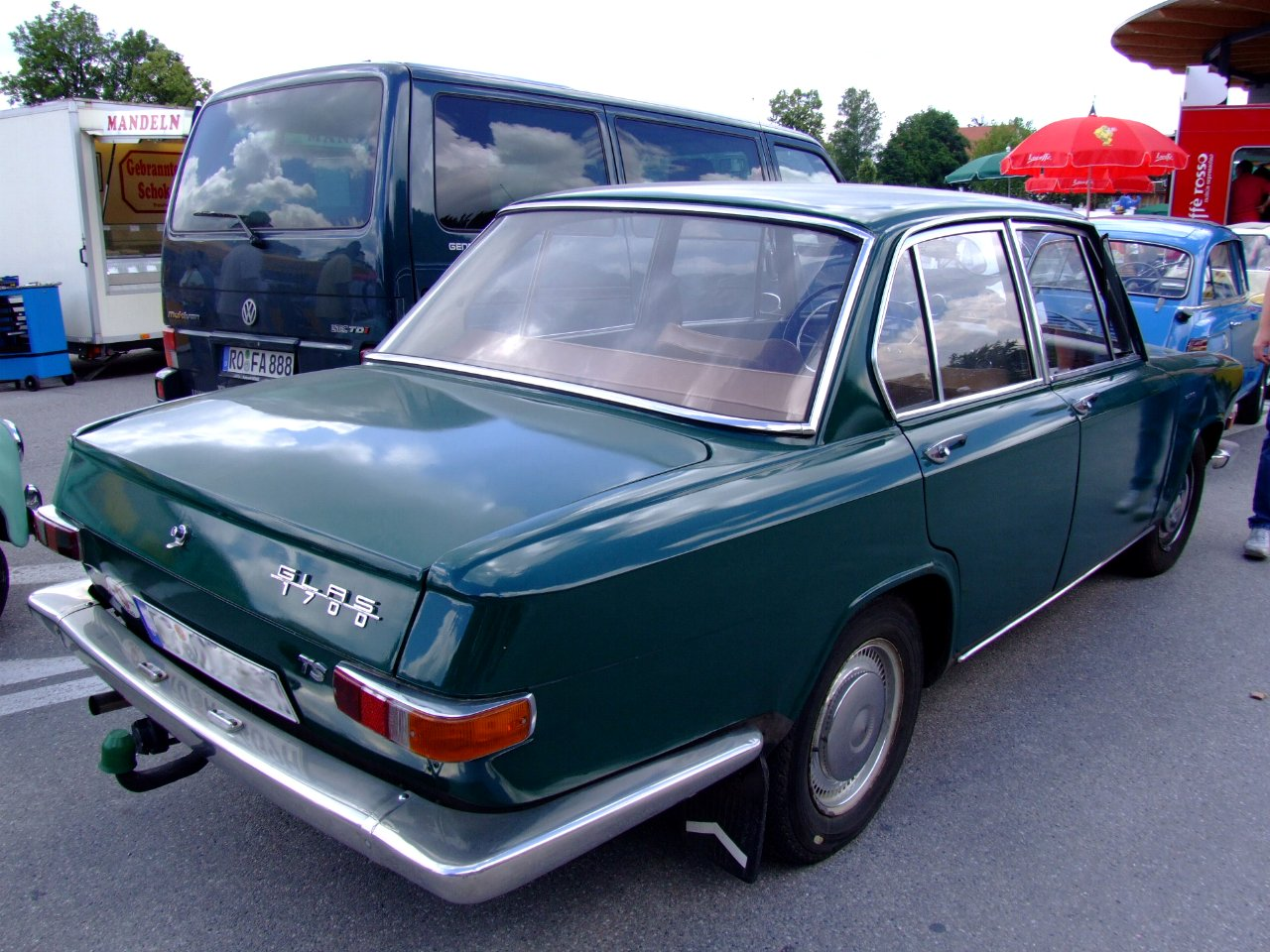
Glas 1700 TS, Heckansicht

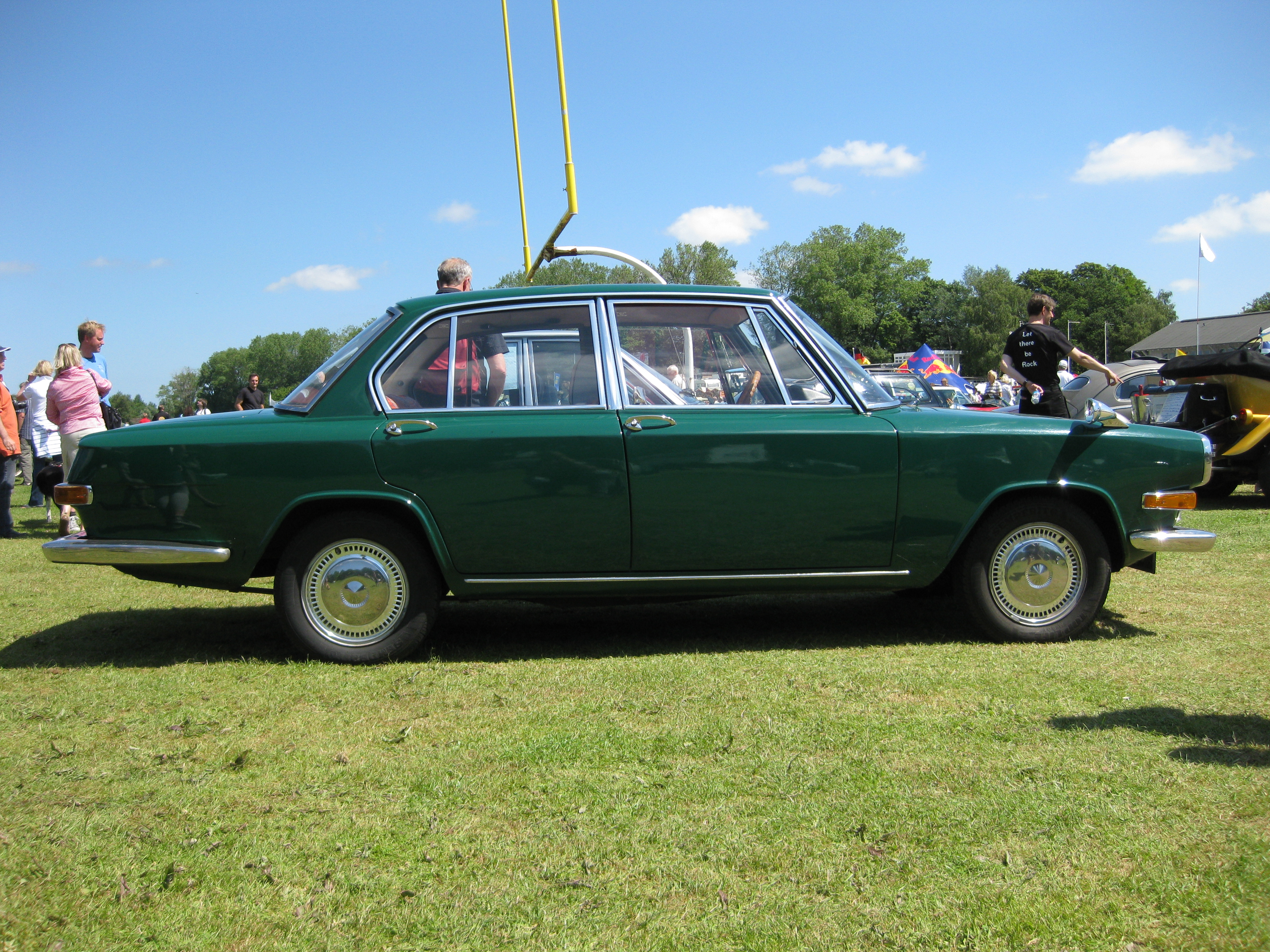
Glas 1700

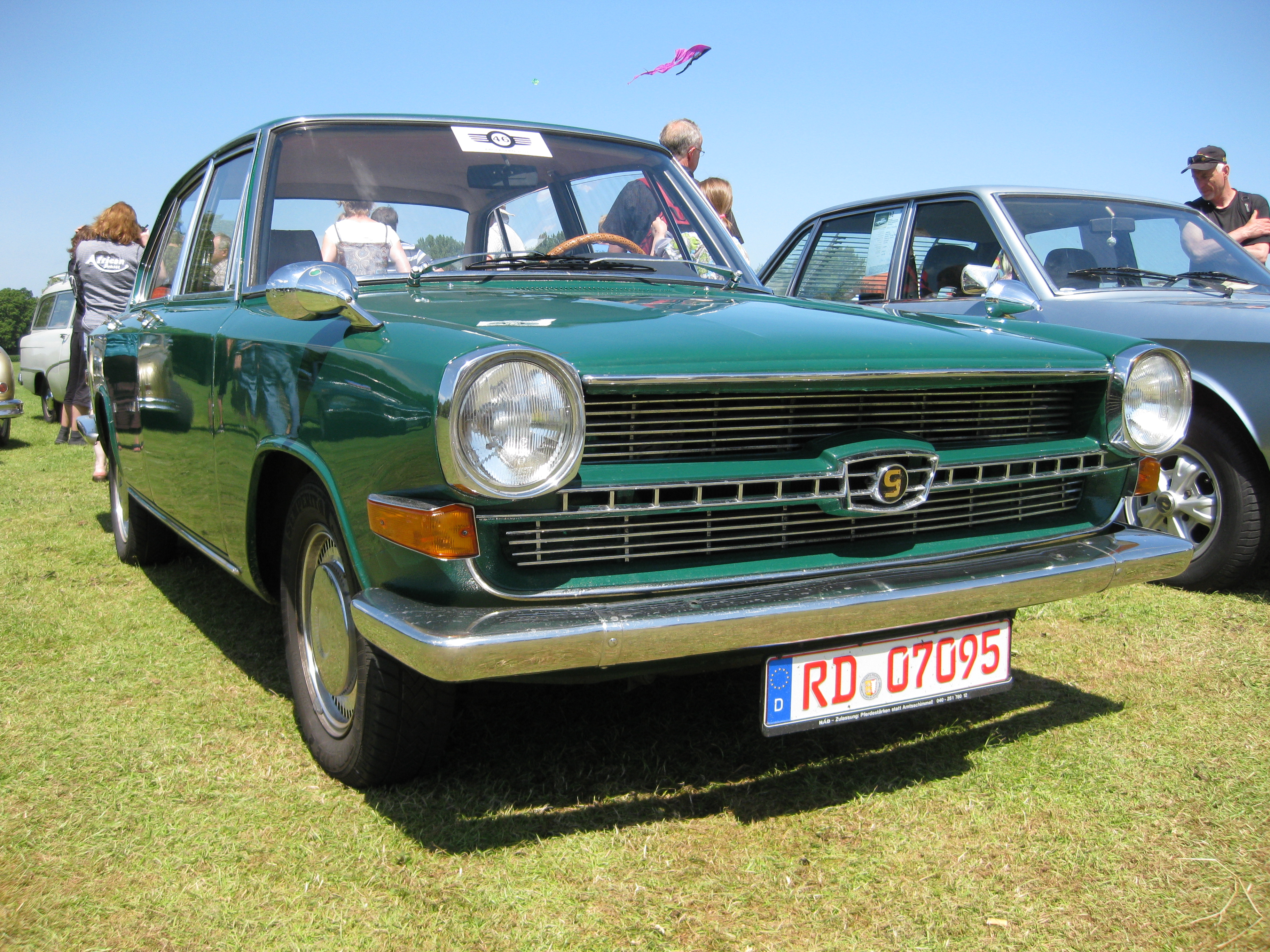
Glas 1700

Der Glas 1700 ist eine Mittelklasselimousine der Hans Glas GmbH in Dingolfing. Der Prototyp wurde als Glas 1500 im September 1963 auf der IAA vorgestellt.

## Prototyp

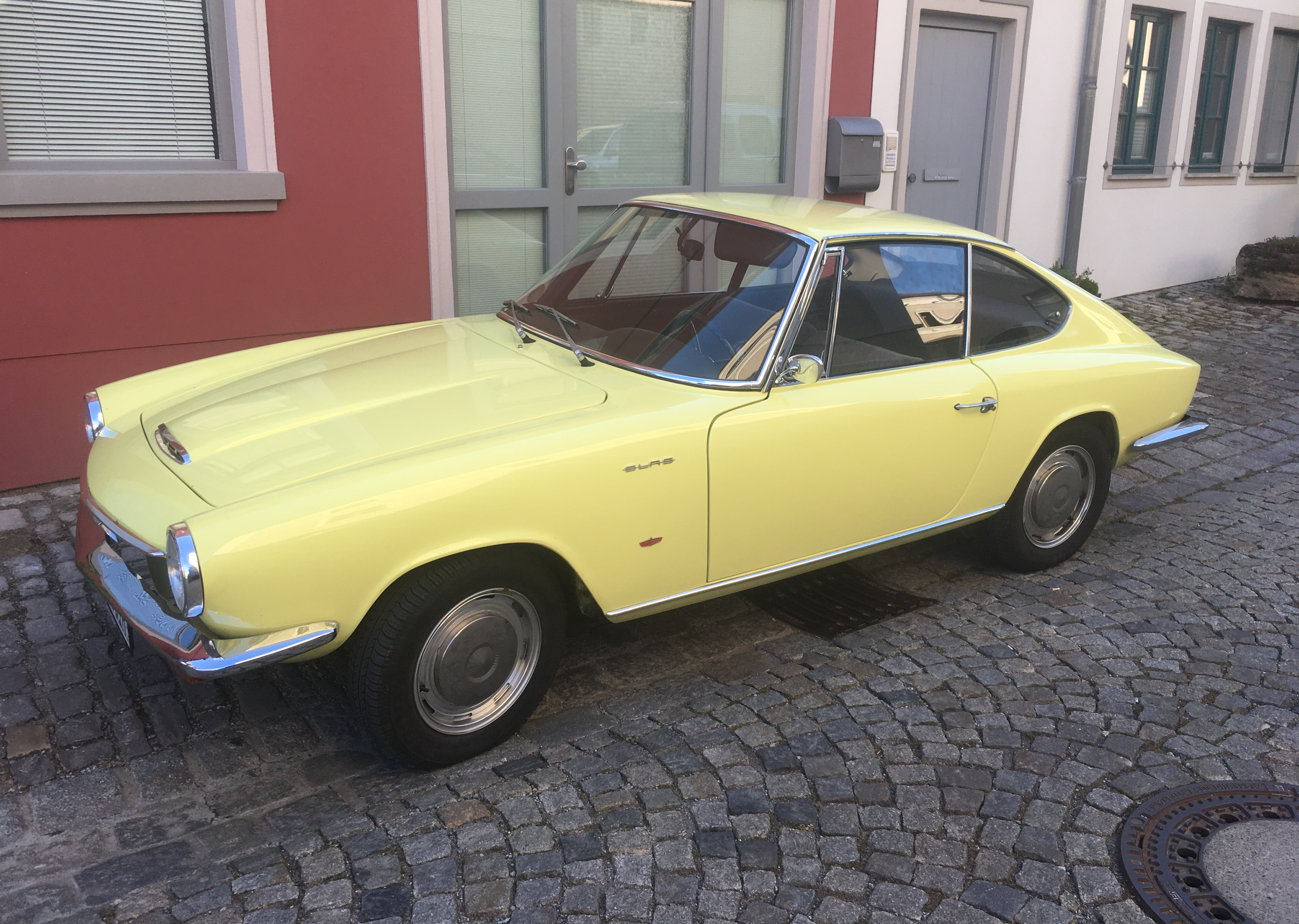
Glas 1700 GT in Iphofen (Bayern)

Als Anfang 1963 der 1300 GT bei Frua entstand, erteilte Glas dort auch den Auftrag zur Entwicklung einer neuen viertürigen Mittelklasselimousine. Frua hatte Anfang der 1960er-Jahre schon einen Nachfolger für das zu Borgward gehörende Fabrikat Goliath entwickelt, den „Hansa 1300“, der den Hansa 1100 ablösen sollte. Fälschlicherweise wurde diese Entwicklung oft dem Nachfolger der Borgward Isabella zugeschrieben. Der Hansa 1300 gelangte aber – bedingt durch den Konkurs des Bremer Unternehmens – nicht mehr zur Serienreife.
Der nun für Glas neu entwickelte Wagen sah jenem Entwurf sehr ähnlich. Unter anderem unterschied er sich aber in einem auffallenden Punkt vom Borgward-Entwurf: Er trug – wie die BMW-Mittelklassewagen – den für alle BMW-Modelle ab 1961 so typischen Hofmeister-Knick. Der Glas-Konstrukteur Ischinger bohrte den 1,3-Liter-Motor für den neuen GT auf 1,5 Liter auf. So konnte zusammen mit dem neuen GT auf der IAA ein viertüriger Glas 1500 mit einem Motor von 1489 cm³ Hubraum und 70 PS (51 kW) Leistung gezeigt werden. Wie bei Glas üblich, war das auf der IAA gezeigte Modell noch keineswegs serienreif. Bei den nachfolgenden Erprobungen stellte sich heraus, dass der große Wagen mit dem 1,5-Liter-Motor für eine sportliche Limousine viel zu schwerfällig war. Ähnlich wie BMW das erste Modell der „Neuen Klasse“ zuerst als 1500 herausbrachte und dann zum 1800 umbaute, suchte auch Glas das Heil in der Hubraumvergrößerung.

## 1700
Im September 1964 – ein Jahr nach der Präsentation des Prototyps auf der IAA – erschien der Glas 1700 mit 1682 cm³ Hubraum und einer Leistung von 80 PS (59 kW) bei 4800/min, wobei das maximale Drehmoment von 135 Nm bereits bei 2500/min erreicht wurde. Der Motor war von dem der kleineren Modelle (1004, 1304) abgeleitet. Der Motorblock bestand aus Grauguss und der Querstromzylinderkopf aus Aluminium. Die Kurbelwelle war fünffach gelagert. Die obenliegende, über einen Zahnriemen getriebene Nockenwelle betätigte die Ventile über Kipphebel, die einzeln auf Stiftschrauben gelagert waren, an denen das Ventilspiel eingestellt wurde. Die Kraft wurde über eine Einscheiben-Trockenkupplung, ein Vierganggetriebe mit Mittelschaltung und eine geteilte Kardanwelle auf die starre, von Blattfedern und einem Panhardstab geführte Hinterachse übertragen. Die Vorderräder waren einzeln an Doppelquerlenkern mit Schraubenfedern aufgehängt. Die Gemmer-Lenkung (Rollenlenkung) wurde von ZF zugeliefert. Vorn waren Scheiben- hinten Trommelbremsen eingebaut und an allen Rädern gab es hydraulische Teleskopstoßdämpfer. Die Limousine brachte es auf 150 km/h Höchstgeschwindigkeit. Außerdem gab es knapp 300 Wagen, die mit einem eigenen Automatikgetriebe ausgestattet waren. Davon existieren nur noch ganz wenige Exemplare.
Im September 1965 wurde die Motorleistung auf 85 PS (62,5 kW) erhöht, die Höchstgeschwindigkeit betrug nun 155 km/h.

## 1700 TS
Ebenfalls ab September 1965 wurde die Limousine mit einem stärkeren Motor angeboten, wie er auch in den GT-Modellen verwendet wurde. Er leistete 100 PS (74 kW) und sorgte bei der Limousine für 170 km/h Höchstgeschwindigkeit.
Nach der Übernahme der Hans Glas GmbH durch die BMW AG verschwanden im Dezember 1967 die beiden Limousinen (wie die meisten anderen Glas-Modelle) vom Markt, denn BMW hatte mit den Modellen 1800 und 2000 eigene Fahrzeuge ähnlicher Auslegung im Programm. In drei Jahren wurden insgesamt 13.792 Glas-Limousinen hergestellt.

## Zweite Karriere
Kurze Zeit später tauchten die Frua-Karosserien allerdings in Südafrika wieder auf. Ausgestattet mit Motoren und Fahrwerken von BMW wurden sie noch jahrelang als BMW 1800 GL/SA und BMW 2000 GL/SA, später als BMW 1804 und BMW 2004 von BMW Südafrika weitergebaut. Nach Deutschland wurden sie aber nicht eingeführt.

## Varianten

### Abmessungen
- 1500: Länge 4220 mm, Breite 1600 mm, Höhe 1390 mm, Radstand 2500 mm
- 1700 / 1700 TS: Länge 4415 mm, Breite 1610 mm, Höhe 1390 mm, Radstand 2500 mm

### Technische Daten
| Typ     | Bauzeitraum        | Hubraum  | Leistung              | Vmax         | Gewicht | Beschleunigung      | Verbrauch    |
| ------- | ------------------ | -------- | --------------------- | ------------ | ------- | ------------------- | ------------ |
| 1500    | 09/1963 (Prototyp) | 1489 cm³ | 70 PS (51 kW)         | 145 km/h     | 850 kg  | 16 s (0–100 km/h)   | 8,5 l/100 km |
| 1700    | 09/1964–12/1967    | 1682 cm³ | 75–85 PS (55–62,5 kW) | 150–155 km/h | 1020 kg | 16 s (0–100 km/h)   | 8,9 l/100 km |
| 1700 TS | 09/1965–12/1967    | 1682 cm³ | 100 PS (74 kW)        | 170 km/h     | 1040 kg | 13,5 s (0–100 km/h) | 8,5 l/100 km |

### Produktionszahlen
- Glas 1500: 1 Stück (Prototyp)
- Glas 1700: 12.863 Stück
- Glas 1700 TS: 928 Stück